# Hrvatski nogometni klub Vukovar '91
Il Hrvatski Nogometni Klub Vukovar 1991, conosciuto anche come HNK Vukovar '91 o semplicemente come Vukovar, è una squadra di calcio di Vukovar, una cittadina nella regione di Vukovar e della Sirmia (Croazia).

## Storia
Nel 1926 due squadre di Vukovar, ŠK Srijemac e HGŠK cessano l'attività ed i giocatori fondano il Radnički športski klub Sloga. Negli anni del Regno di Jugoslavia e della Jugoslavia socialista, lo Sloga milita sempre nelle serie minori; l'unico successo è stata la qualificazione alla coppa nazionale 1959-60 ottenuta dopo aver battuto 5-4 il NK Zagabria.
Nel 1990 in città militano varie squadre come Sloga, Vuteks, Mladi borac, Radnički e Vupik. Nel 1991 l'aggressione subita dalla Croazia costringe molti a rifugiarsi a Zagabria: in questa città alcuni di essi, M.Žanko, J.Skoko, Z.Gredelj, Z.Šeremet, V.Ilečić e J.Loc, fondano il NK Vukovar '91. Nel luglio 1992 il Vukovar '91 e lo Sloga si fondono (unificazione firmata dal presidente dello Sloga A.Čović, da quello del Vukovar V.Ilečić e dal commissario di Vukovar S.Willa) e da allora il NK Vukovar '91 è il diretto successore del NK Sloga.
Dal 1995 (fine della guerra con la Serbia) al 1998 la status del club viene "congelato" in attesa della riappacificazione pacifica del Podunavlje. Una volta normalizzata la situazione, il Vukovar viene inserito in seconda divisione ed ottiene subito la promozione in prima. Quella del 1999-00 rimarrà l'unica esperienza nella massima divisione.
Negli anni seguenti milita soprattutto in 2. HNL, fallendo il ritorno nella massima serie nel 2002 a causa della sconfitta nello spareggio contro il Sebenico.
Nel febbraio 2012 il club non può portare a termine il campionato di terza divisione a causa dei problemi finanziari; riparte così dalla serie interregionale MŽNL Osijek - Vinkovci (quarta divisione) come HNK Vukovar 1991. Conquista subito la promozione e da allora milita in 3. HNL.

### Riepilogo nomi
- 1926: RŠK Sloga
- 1946: FD Sloga
- 1991: NK Vukovar '91
- 2012: HNK Vukovar 1991

## Strutture

### Stadio
Il Vukovar disputa le partite interne al Gradski stadion (stadio cittadino) situato a Borovo Naselje, il sobborgo industriale di Borovo. Ha una capienza di circa 6000 posti.

## Giocatori di rilievo
- Fatmir Vata (1999)
- Ivan Kardum (2007–2008)
- Amarildo Zela (1997-2000)
- Marijan Matić (2016)
- Ivan Plum (2004-2006)
- Vladimir Balić (1999)

## Palmarès

### Competizioni nazionali
- Druga hrvatska nogometna liga: 2

2006-2007, 2001-2002 (girone Nord/Est)
- Prva nogometna liga: 1

2024-2025

## Organico

### Rosa 2025-2026
Aggiornata al 19 agosto 2025.
| N. |                        | Ruolo | Calciatore         |
| -- | ---------------------- | ----- | ------------------ |
| 1  | Croazia (bandiera)     | P     | Marino Bulat       |
| 5  | Croazia (bandiera)     | D     | Roko Perković      |
| 11 | Inghilterra (bandiera) | A     | Keyendrah Simmonds |
| 12 | Croazia (bandiera)     | P     | Srdjan Nedić       |
| 16 | Croazia (bandiera)     | D     | Kristijan Pavičić  |
| 20 | Croazia (bandiera)     | D     | Kristijan Cabrajić |
| 22 | Croazia (bandiera)     | D     | Jakov Suver        |
| 26 | Filippine (bandiera)   | D     | Paul Tabinas       |

| N. |                     | Ruolo | Calciatore       |
| -- | ------------------- | ----- | ---------------- |
| 27 | Germania (bandiera) | D     | Ricardo Henning  |
| 30 | Croazia (bandiera)  | C     | Marin Pilj       |
| 34 | Croazia (bandiera)  | D     | Mario Tadić      |
| 42 | Croazia (bandiera)  | P     | Antonio Djaković |
| 77 | Albania (bandiera)  | C     | Eniss Shabani    |
| 91 | Croazia (bandiera)  | D     | Mario Ticinović  |
|    | Croazia (bandiera)  | P     | Ivan Marijanović |